# شهرستان تونگزی
شهرستان تونگزی (به لاتین: Tongzi County) یک شهرستان‌های جمهوری خلق چین در چین است که در زونیای واقع شده‌است.